# Spilogona aristalis
Spilogona aristalis este o specie de muște din genul Spilogona, familia Muscidae, descrisă de Zielke în anul 1971.
Este endemică în Namibia. Conform Catalogue of Life specia Spilogona aristalis nu are subspecii cunoscute.